# Amaury Pierron
Pour les articles homonymes, voir Pierron.
Amaury Pierron, né le 4 mars 1996, est un coureur cycliste français spécialiste de VTT de descente. Il a notamment remporté le classement général de la Coupe du monde de descente 2018 et 2022.

## Palmarès en VTT de descente

### Championnats du monde
- Vallnord 2015
  - 13e de la descente
- Cairns 2017
  - 9e de la descente
- Mont Sainte-Anne 2019
  -  Médaillé de bronze de la descente
- Les Gets 2022
  -  Médaillé d'argent de la descente

### Coupe du monde de descente
- Coupe du monde juniors
  - 2014 : 4e du classement général, vainqueur d'une manche

- Coupe du monde élites (2)
  - 2017 : 11e  du classement général
  - 2018 : 1er du classement général[1], vainqueur de trois manches
  - 2019 :  2e du classement général[2], vainqueur de trois manches
  - 2021 : 6e du classement général
  - 2022 : 1er du classement général, vainqueur de quatre manches
  - 2024 : 3e du classement général, vainqueur de deux manches

### Championnats de France
- 2e de la descente juniors en 2013 et 2014
- 2e de la descente élites en 2015, 2016 et 2017
- 3e de la descente élites en 2022